# 로이스톤 드렌터
로이스톤 리키 드렌터(네덜란드어: Royston Ricky Drenthe, 1987년 4월 8일, 로테르담 ~)는 네덜란드의 은퇴한 축구 선수이자 래퍼이다. 그는 주로 윙어로 활약하지만, 속도를 이점으로 활용해 좌측 수비수 역할을 수행할 수 있다.
드렌터는 2005년, 에레디비시의 페예노르트에서 유소년 아카데미를 졸업하고 프로 무대에 첫 발을 내디뎠다. 그는 페예노르트 소속으로 37경기를 치른 후, 2007년에 스페인 라 리가의 레알 마드리드에 입단했다. 마드리드에서 5년을 보낸 그는 65번의 소속 구단 경기에 출전하였고, 에르쿨레스와 잉글랜드 프리미어리그의 에버턴으로도 임대를 가 그 동안 각각 19번, 27번의 경기에 출전했다. 이후, 그는 2013년 2월에 러시아 프리미어리그의 알라니야 블라디캅카스에 자유 이적으로 입단해 짧은 기간 동안 6번의 경기에 출전하였고, 2013년 6월에는 레딩으로 이적했다. 2015년 1월, 그는 카이세리 에르지예스스포르에 합류했고, 2015년 9월에는 UAE 아라비안 걸프 리그의 바니야스에 입단했다. 드렌터는 2016년 7월에 바니야스에서 방출된 이래 은퇴를 발표하고 Roya2Faces라는 예명으로 음악을 녹음했다. 2년 후 스파르타 로테르담와 계약을 맺으며 현역 복귀했다.
드렌터는 2006년부터 2008년 사이 네덜란드 U-21 국가대표팀 경기에 17번 출장했고, 2007년 UEFA U-21 축구 선수권 대회 우승을 거두기도 했다. 그 이래로, 그는 네덜란드 B 국가대표팀과 성인 국가대표팀 경기에 한 번씩 출전했다.

## 클럽 경력

### 초기 경력
로테르담 출신의 드렌터는 13세에 페예노르트의 유소년 아카데미에 합류하여 주로 측면 미드필더를 맡았다. 2군이 스위스에서 야기한 문제를 이유로 마르셀 바우트 감독은 그를 구단에서 방출하기 원했지만, 롭 반 구단 단장의 도움으로 문제가 해결되었다.
바우트 감독은 이후 드렌터를 시즌 말까지 거의 출전 시키지 못했고, 16세 유망주는 구단에서의 미래가 불투명한 11명의 선수들 중 한명이었다. 그는 결국 페예노르트의 위성 구단 엑셀시오르로 이적했다.
드렌터는 엑셀시오르에서의 2년 동안 문제를 개선했고, 마르코 판 로험 감독은 그를 좌측 수비수로 기용해 재미를 보았다. 친정 구단의 감독진에 인상을 심은 후, 그는 구단 재합류 제의를 받았고, 수락했다.

### 페예노르트

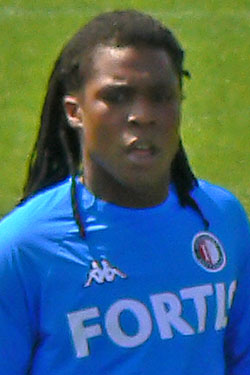
페예노르트의 드렌터

2005-06 시즌, 드렌터는 그의 전 유소년부 감독이었던 헹크 프레저르에 의해 페예노르트의 1군에 승격되었고, 모하메드 하마우티와 1군 주전을 놓고 경합했다. PSV가 조직한 유소년 대회인 오턴컵에서 아약스를 상대로 측면 미드필더로 출전해 3골을 넣은 후, 그는 2군 경기에도 나서면서 1군과의 훈련을 병행했다.
같은 주 그는 2군 소속으로 아약스와의 경기에서 5-1 승리에 일조했고, 드렌터는 페예노르트의 프로 계약서에 서명했다. 에르빈 쿠만 감독은 헬레돔에서 벌어진 피테서와의 에레디비시 경기에서 그에게 첫 출전 기회를 주었고, 그는 시즌을 3경기 출전으로 마쳤다.
2006-07 시즌, 페예노르트는 벨기에의 노장 필리프 레오나르를 영입했고, 파스칼 보스하르트도 선수단의 주축을 맡았다. 전자의 선수가 부상으로 쓰러지고, 후자의 선수가 덴 하흐로 이적하면서, 드렌터는 페예노르트의 주전을 담당했고, 소속 구단은 리그를 7위로 마쳤다.
네덜란드가 2007년 UEFA U-21 축구 선수권 대회에서 우승하자, 언론에서 이적에 대한 추측이 나왔고, 페예노르트는 드렌터가 그의 이적을 막으며 소송으로 끌고 가겠다고 협박하는 와중에 페예노르트는 €14M에 레알 마드리드와 그의 이적을 놓고 합의를 보았다.

### 레알 마드리드
2007년 8월 13일, 드렌터는 같은 국적의 베슬레이 스네이더르와 함께 레알 마드리드 신입생으로 공개되었다. 그는 베시야와의 그 시즌 수페르코파 데 에스파냐 2차전에서 중원을 맡아 첫 출전했으며, 36미터 지점에서 1-1 동점골을 기록했는데, 공은 골대를 맞고 득점선을 넘어갔다. 그러나, 머랭 (Merengues) 은 앞서 안방에서 3-5로 패해 합계 3-6 패배로 우승 트로피를 내주었다.
드렌터는 레알 마드리드 첫 시즌에 주전으로 좌측을 맡았지만, 마르셀루의 성장으로 베른트 슈스터 감독에 의해 18인 명단에서 종종 제외되기 시작했다. 한 때, 발렌시아와의 경기를 앞두고 제외되자, 드렌터는 훈련장을 무단 이탈했다. 그는 18번 리그 출전 (그 시즌 UEFA 챔피언스리그에서 4경기를 출전하기도 했다.) 했고, 2008년 2월 10일, 바야돌리드와의 안방 경기에서는 리그 득점도 올려 7-0 승리에 일조하기도 했다.
임대로 구단을 떠날 것이라는 소문이 나왔지만, 드렌터는 2008-09 시즌에 진행한 레알 마드리드의 처음 18경기 중 15번의 경기에 나섰다. 그러나, 그는 1-0으로 이긴 데포르티보와의 안방 경기에서 구단 지지자들에게 야유를 받은 후 평정심 문제를 마주쳤고, 후안데 라모스 감독이 그를 옹호하고 지원을 약속했지만, 당분간 출전하지 못했다. 감독은 데포르티보전 이후 3경기 동안 드렌터가 자신을 차출시키지 말 것을 요청했다고 밝혔다.
2010년 8월 31일, 3년차에 별로 출전하지 못한 드렌터는 한 시즌 동안 에르쿨레스로 임대되었다. 9월 11일, 그는 2-0으로 이긴 바르셀로나와의 원정 경기에서 첫 경기를 치렀고, 2-1로 이긴 레알 소시에다드와의 안방 경기에서는 프리킥으로 첫 골도 기록했다. 그의 알리칸테 연고 구단에서의 활약은 스페인 언론의 찬사를 받았다. 그러나, 겨울 휴식기가 끝난 지 1주 늦게 등장해 수뇌부들과 감독진들의 신뢰를 잃어 구단에서의 입지가 줄어들었고, "에르쿨레스 감독진에 대한 자신감의 부재"가 "급여 지급 문제에 대한 항의"보다 더 큰 요인이었다고 밝혔다.
2011년 4월 3일, 징계 후 두 번째 경기에서, 드렌터는 3-1로 이긴 레알 소시에다드와의 경기에서 2골을 기록해 구단의 9월 이래 첫 원정 승리를 견인했다. 그는 15경기에 선발로 나서 도합 1,299분을 뛰었지만, 구단은 강등당했다.

### 에버턴
2011년 8월 31일, 드렌터는 한 시즌 동안 잉글랜드 프리미어리그의 에버턴에 임대로 합류했다. 9월 10일, 그는 2-2로 비긴 애스턴 빌라와의 안방 경기에서 후반 교체로 출전해 첫 경기를 치렀다. 또한 위건 애슬레틱과의 경기에서도 교체로 출전해 97분에 첫 골을 넣어 안방 3-1 승리에 일조했다.
2011년 9월 21일, 드렌터는 웨스트 브로미치 앨비언과의 풋볼 리그 컵 경기에서 처음으로 선발 출전해 연장전 13분에 필 네빌의 결승골을 도와 2-1 안방 승리에 일조했다. 10월 23일 풀럼과의 경기에서는 처음으로 리그 경기를 90분 소화했고, 3-1로 이긴 이 경기에서 시작 3분만에 득점도 올렸다.
2011년 12월 21일, 발목 부상으로 3주를 결장한 후, 드렌터는 스완지 시티와의 안방 경기에서 리언 오스먼의 1-0 결승골을 도왔다. 2012년 2월 18일, 블랙풀과의 그 시즌 FA컵 경기에서, 그는 49초만에 선제골을 기록해 안방 2-0 승리를 이끌었다. 드렌터는 이어지는 퀸스 파크 레인저스와의 경기에도 선발로 나서 18미터 지점에서 골을 기록해 원정에서 1-1로 비겼다.
2012년 3월, 드렌터는 자의적으로 경기장을 나갔고, 복귀할 때, 그는 훈련에 늦게 보고했다. 그 결과, 데이비드 모이스 감독은 이어지는 에버턴의 FA컵 준결승전에서 그를 명단에서 제외했다. 또한, 그는 구단에서 떠나도록 지시가 내려졌다. 4월자 잡지 인터뷰에서, 그는 바르셀로나의 리오넬 메시가 한 번 이상 자신은 "검둥이"라고 부르며 인종 차별적인 발언을 했다고 지적했다.

### 알라니야 블라디캅카스
2012년 6월 30일, 계약이 만료된 드렌터는 레알 마드리드를 떠났다. 12월, 그는 알라니야 블라디캅카스와 계약했고, 이듬해 2월 2일, 구단에 합류했다. 2013년 3월 9일, 드렌터는 로스토프를 상대로 리그 첫 경기에 출전했다. 경기 후, 발레리 가자예프 감독은 그가 "훌륭한 선수이자 유망주들의 본보기"라고 칭찬했다. 4월 15일, 그는 불과 5번째 경기에서 강등권 생존을 놓고 같이 경쟁하는 모르도비아 사란스크를 상대로 해트트릭을 기록해 안방 3-1 승리에 일조했다.

### 레딩
2013년 6월 21일, 레딩은 자유 계약 상태의 드렌터와 2년 계약을 맺었다고 밝혔고, 3년차까지 연장할 수 있다고 덧붙였다. 2014년 3월 8일, 드렌터는 1-1로 비긴 브라이턴 & 호브 앨비언과의 원정 경기에서 오른쪽에서 공을 가로채 왼발로 아래쪽 구석을 향해 차넣어 골을 기록했다. 드렌터는 4-2로 이긴 리즈 유나이티드와의 3월 11일 원정 경기에서 후반 시작과 함께 프리킥으로 2호골을 넣었다. 2014년 7월, 드렌터는 2014년 7월 14일에 공식 등번호 발표와 함께 등번호를 뺏기자, 레딩 합류 1년 만에 이적을 요청했다.

### 셰필드 웬즈데이
2014년 9월 1일, 드렌터는 이적시장 종료를 반나절 앞두고 셰필드 웬즈데이에 6개월 임대로 합류했다. 그는 9월 13일, 0-0으로 비긴 볼턴 원더러스와의 원정 경기에서 후반에 크리스 매과이어와 교체로 출전해 부엉이단 첫 경기를 치렀다. 그는 11월 1일에 찰턴 애슬레틱과의 원정 경기에서 처음이자 마지막으로 셰필드 소속 골을 기록했고, 경기는 1-1로 비겼다.

### 카이세리 에르지예스스포르
2015년 1월 23일, 드렌터는 쉬페르리그의 카이세리 에르지예스스포르에 합류했다.

### 바니야스
드렌터는 2015년 9월, UAE 아라비안 걸프 리그의 바니야스에 입단했다. 그는 2016년 7월에 구단에서 방출되었다.

### 스파르타 로테르담
2018년 7월 6일, 드렌터는 은퇴를 번복하고 스파르타 로테르담의 선수로 복귀했다.

## 국가대표팀 경력
페예노르트 1군에서 첫 시즌을 보낸 후, 드렌터는 포퍼 더 한 감독에 의해 안방에서 열리는 2007년 UEFA U-21 축구 선수권 대회를 앞두고 네덜란드 U-21 국가대표팀에 차출되었다. 그는 젊은 오라녜 군단 (Jong Oranje) 이 대회 2연패를 차지하는데 중요한 역할을 했고, UEFA에 의해 최우수 선수로 선정되었다. 그는 이어서 2008년 하계 올림픽에서도 자국 대표로 출전했다.
2010년 11월 14일, 드렌터는 베르트 판 마르베이크 감독에 의해 부상당한 위르비 에마뉘엘손을 대체하기 위해 네덜란드 성인 국가대표팀에 차출되었다. 사흘 후, 그는 1-0으로 이긴 터키와의 친선경기에서 후반 교체로 출전했다.

## 수상

### 클럽
레알 마드리드
- 라 리가: 2007–08
- 수페르코파 데 에스파냐: 2008

### 국가대표팀
네덜란드 U-21
- UEFA U-21 축구 선수권 대회: 2007

### 개인
- UEFA U-21 축구 선수권 대회 최우수 선수: 2007

## 클럽 통계
2015년 1월 15일 기준
| 클럽                   | 시즌      | 리그 | 리그 | 리그 | 컵   | 컵 | 컵   | 유럽 | 유럽 | 유럽 | 기타 | 기타 | 기타 | 합계 | 합계 | 합계 |
| 클럽                   | 시즌      | 출장 | 골   | 도움 | 출장 | 골 | 도움 | 출장 | 골   | 도움 | 출장 | 골   | 도움 | 출장 | 골   | 도움 |
| ---------------------- | --------- | ---- | ---- | ---- | ---- | -- | ---- | ---- | ---- | ---- | ---- | ---- | ---- | ---- | ---- | ---- |
| 페예노르트             | 2005–06   | 3    | 0    |      | 0    | 0  |      | 0    | 0    |      | 1    | 0    |      | 4    | 0    |      |
| 페예노르트             | 2006–07   | 26   | 0    |      | 1    | 0  |      | 4    | 0    |      | 2    | 0    |      | 33   | 0    |      |
| 합계                   | 합계      | 29   | 0    |      | 1    | 0  |      | 4    | 0    |      | 3    | 0    |      | 37   | 0    |      |
| 레알 마드리드          | 2007–08   | 18   | 2    | 2    | 3    | 0  | 0    | 4    | 0    | 0    | 1    | 1    | 0    | 26   | 3    | 2    |
| 레알 마드리드          | 2008–09   | 20   | 0    | 0    | 2    | 0  | 0    | 5    | 0    | 1    | 1    | 0    | 0    | 28   | 0    | 1    |
| 레알 마드리드          | 2009–10   | 8    | 0    | 1    | 1    | 0  | 0    | 2    | 1    | 0    | –    | –    | –    | 11   | 1    | 1    |
| 합계                   | 합계      | 46   | 2    | 3    | 6    | 0  | 0    | 11   | 1    | 1    | 2    | 1    | 0    | 65   | 4    | 4    |
| 에르쿨레스 (임대)      | 2010–11   | 17   | 4    | 1    | 2    | 0  | 0    | –    | –    | –    | –    | –    | –    | 19   | 4    | 1    |
| 합계                   | 합계      | 17   | 4    | 1    | 2    | 0  | 0    | —    | —    | —    | —    | —    | —    | 19   | 4    | 1    |
| 에버턴 (임대)          | 2011–12   | 21   | 3    | 6    | 6    | 1  | 2    | –    | –    | –    | –    | –    | –    | 27   | 4    | 8    |
| 합계                   | 합계      | 21   | 3    | 6    | 6    | 1  | 2    | —    | —    | —    | —    | —    | —    | 27   | 4    | 8    |
| 알라니야 블라디캅카스  | 2012–13   | 6    | 3    | 0    | 0    | 0  | 0    | –    | –    | –    | –    | –    | –    | 6    | 3    | 0    |
| 합계                   | 합계      | 6    | 3    | 0    | 0    | 0  | 0    | —    | —    | —    | —    | —    | —    | 6    | 3    | 0    |
| 레딩                   | 2013–14   | 23   | 2    | 0    | 1    | 0  | 0    | –    | –    | –    | –    | –    | –    | 24   | 2    | 0    |
| 레딩                   | 2014–15   | 0    | 0    | 0    | 0    | 0  | 0    | –    | –    | –    | –    | –    | –    | 0    | 0    | 0    |
| 합계                   | 합계      | 23   | 2    | 0    | 1    | 0  | 0    | —    | —    | —    | —    | —    | —    | 24   | 2    | 0    |
| 셰필드 웬즈데이 (임대) | 2014–15   | 15   | 1    | 0    | 0    | 0  | 0    | –    | –    | –    | –    | –    | –    | 15   | 1    | 0    |
| 합계                   | 합계      | 23   | 2    | 0    | 1    | 0  | 0    | —    | —    | —    | —    | —    | —    | 24   | 2    | 0    |
| 경력 합계              | 경력 합계 | 156  | 15   | 10   | 16   | 1  | 2    | 15   | 1    | 1    | 5    | 1    | 0    | 192  | 18   | 13   |

## 사생활
드렌터의 남동생 히오바니도 축구인이다. 공격수인 그는 수리남을 대표로 뛰었다.
드렌터는 스페인판 플레이보이지 모델 말레나 그라시아와 가까이 지냈다.
그는 친구 U-니크와 "타크 타키" (Tak Takie) 랩 음반을 녹음했다.
2014년, 그는 미헐 폴더파르트와 로테르담에 의류점을 열었다.

## 참고
1. ↑  풋볼 리그 컵 2011-12 출전해 기록한 1도움도 포함
2. ↑  에레디비시 UEFA 챔피언스리그 플레이오프전, 에레디비시 UEFA 플레이오프전, 수페르코파 데 에스파냐 2007 및 수페르코파 데 에스파냐 2008 경기 포함